# أب بخش (إسفراين)
أب بخش (بالفارسية: آب بخش) هي قرية تقع في قسم روئين الريفي (مقاطعة إسفراين) في إيران.